# Distretto di Scutari
Il distretto di Scutari (in albanese: Rrethi i Shkodrës) era uno dei 36 distretti amministrativi dell'Albania.
La riforma amministrativa del 2015 ha suddiviso il territorio dell'ex-distretto in 2 comuni: Scutari e Vau i Dejës.

## Geografia antropica

### Suddivisioni amministrative
Il distretto comprendeva 2 comuni urbani e 16 comuni rurali.

#### Comuni urbani
- Scutari (in albanese:  Shkodër, Shkodra)
- Vau i Dejës (Vau-Deja)

#### Comuni rurali
- Ana e Malit (Ana Malit)
- Berdicë
- Bushat
- Dajç
- Gur i Zi (Guri I Zi)
- Hajmel
- Postribë
- Pult
- Rrethinat (Rrethinat, Rrethinë)
- Shalë
- Shllak
- Shosh,
- Temal
- Velipojë
- Vig Mnelë